# 下西孝
下西 孝（しもにし たかし）は、日本の実業家。下西技研工業株式会社代表取締役会長。

## 経歴
和歌山県出身。自営工場の代表を務めていた父のもとで生まれ、和歌山県立桐蔭高校へ進学する。高校卒業後、法政大学法学部へ合格し大手出版流通企業に就職。そこで営業や人事などの経験を6年間積み、100時間ほど研修を受けられるチャンスをもらい、人材育成の重要性を学んだ。その後、アメリカはロサンゼルスへと赴き見聞を深めた。アメリカンドリームの姿を目の当たりにし国内で起業することを決意。1990年に東大阪にて構造部品・複合部品メーカーの下西技研工業（SIMOTEC・サイモテック）を創業した。
下西技研工業においては当初、マグネットキャッチを専門に開発していたが付加価値の低さなどから、より重要度の高いヒンジの商品開発へと移行した。ヒンジのなかでも圧板のスムーズな開閉に役立つ軽量タイプのものは、業界から高い評価を受け、トップシェアを獲得している。
2024年、代表取締役会長に就任。